# Вечный жид (фильм, 1933)
«Бродячий еврей» (англ. The Wandering Jew) — британская фентези-драма 1933 года, выпущенная студиями Gaumont и Twickenham Studios.

## Сюжет
Фильм повествует об эпическом путешествии главного героя, который был сожжён Испанской инквизицией на костре. Когда он горит, он прощается с Богом и, наконец, умирает. Эта история имеет сходство с легендой о Летучем голландце.

## Изображение евреев
В отличие от антисемитского пропагандистского фильма, созданного нацистами в 1940 году, британский фильм изображал евреев в благоприятном свете как жертв необоснованных преследований на протяжении всей истории, например, испанской инквизиции.